# Krasnojarski okraj
Krasnojarski okraj (rusko Красноя́рский край, latinizirano: Krasnojarskij kraj, IPA: [krəsnɐˈjarskʲɪj ˈkraj]) je Federalni subjekt Rusije (okraj) v Sibiriji. Upravni center okraja je mesto Krasnojarsk, tretje največje mesto v Sibiriji za Novosibirskom in Omskom. Obsega polovico Sibirskega federalnega okrožja in je največji okraj ter drugi največji federalni subjekt v Rusiji za sosednjo Saho in tretji največji federalni subjekt na svetu. Okraj obsega 2.366.797 km² ali okrog 13 % površine Rusije. Krasnojarski okraj je imel leta 2010 2.828.187 prebivalcev.

## Geografija
Okraj leži sredi Sibirije in zavzema skoraj polovico Sibirskega federalnega okrožja, ki ga deli skoraj na pol. Razteza se na 3000 km, od Sajanskih gor na jugu vzdolž reke Jenisej do polotoka Tajmir na severu. Meji na (v smeri ure z morja) Saho, Irkutsko oblast, Tuvo, Hakasijo, Kemerovsko oblast, Tomsko oblast, Tjumensko oblast, Hanti-Mansijsko avtonomno okrožje, Jamalo-Nenško avtonomno okrožje in Karsko ter morje Laptevov na severu.
Okraj leži v porečju Arktičnega oceana; veliko rek, ki teče skozi okraj, se na koncu izlije vanj. Glavne reke okraja so Jenisej in njegovi pritoki (od juga proti severu): Kan, Angara, Podkamena Tunguska, Spodnja Tunguska in Tanama.
V okraju je več tisoč jezer, največja so Beloje, Beljo, Glubokoje, Itat, Hantajskoje, Labas, Lama, Pjasina, Tajmit in Jesej. Reke in jezera so bogata z ribami.
Podnebje je ostro celinsko z velikimi temperaturnimi nihanji med letom. Za osrednje in južne dele okraja, kjer živi večina prebivalstva, so značilne dolge zime in kratka, vroča poletja. Območje Krasnojarskega okraja leži v treh podnebnih pasovih: arktično, subarktično in vlažno celinsko.

## Zgodovina
Po arheologih so prvi ljudje dosegli Sibirijo okrog 40.000 let pr. n. št. Andronovska kultura, skupina bronastodobnih ljudi, je živela na tem območju med 2000 in 900 pr. n. št. Njihovi ostanki so bili najdeni leta 1914 blizu vasi Andronovo v Užurskem rajonu. Grmadne gomile in spomeniki skitske kulture spadajo v 7. stoletje pr. n. št. ter so med najstarejšimi v Evraziji. V okraju je tudi knezov grob, Kurgan Aršan, odkrit leta 2001.
Rusko poseljevanje (večinoma Kozaki) tega območja se je začelo v 17. stoletju. Po izgradnji transsibirske železnice se je ruska kolonizacija območja močno okrepila.
V časih carske Rusije in Sovjetske zveze so bili na območje Krasnojarskega okraja izgnani politični sovražniki. Vladimir Lenin je bil izgnan na območje današnjega Krasnojarskega okraja v letih 1897–1900, Josif Stalin pa leta 1903.
30. junija 1908 se je v porečju Pokamene Tunguske zgodila močna eksplozija, ki jo je najvernetneje povzročila eksplozija meteorida ali kosa kometa na višini 5–10 km nad površjem Zemlje. Moč eksplozije je ocenjena na 10–15 megaton.